# فاني ستيفنسون
فاني ستيفنسون (بالإنجليزية: Fanny Stevenson)‏ (10 مارس 1840، إنديانابوليس في الولايات المتحدة - 18 فبراير 1914، سانتا باربارا في الولايات المتحدة)؛ كاتِبة، فنانة وروائية أمريكية.